# Ференц Фаркаш
Ференц Фаркаш (угор. Farkas Ferenc; 15 грудня 1905, Гросскірхен, Австро-Угорщина, нині Надьканіжа, Угорщина — 10 жовтня 2000, Будапешт, Угорщина) — угорський композитор і педагог.

## Біографія
Навчався в 1922—1927 роках в Музичній академії Ференца Ліста у Лео Вейнера, Альберта Шиклоше і в 1929—1931 в Академії Святої Цецилії у Отторіно Респігі.
Стилістика Фаркаша поєднує в собі як угорський музичний фольклор, так і традиції угорської та італійської професійної музики. З 1935 року займається викладацькою діяльністю. Спочатку — в Будапештському музичному училищі, а пізніше — в Консерваторії Коложварі (Клуж-Напока), де в 1941—1944 роках був професором, а з 1943 — директором; в музичному училищі Секешфехервара (директор з 1946). У 1949—1975 — професор Вищої музичної школи Будапешта. Серед його учнів: Дьордь Лігеті, Еміль Петрович, Шандор Соколан, Жольт Дурко, Дьордь Куртаґ, Лайош Вашш, Міклош Кочар, Аттіла Боза, Тіхамер Вуйічіч, Золтан Енеі, Ласло Відовскі. Писав музику до спектаклів і фільмів.

## Твори
- Опера «Чарівна скриня» /  A bűvös szekrény (1942, Будапешт)
- Оперета «Палко Чином» /  Csínom Palkó (1950, Будапешт)
- Концертино для арфи з оркестром /  Concertino rustico (1937)
- Симфонія, присвячена Дню визволення Угорщини /  (1952)
- Ансамбль «Старовинні угорські танці» для духового квінтету /  Régi magyar táncok

## Нагороди

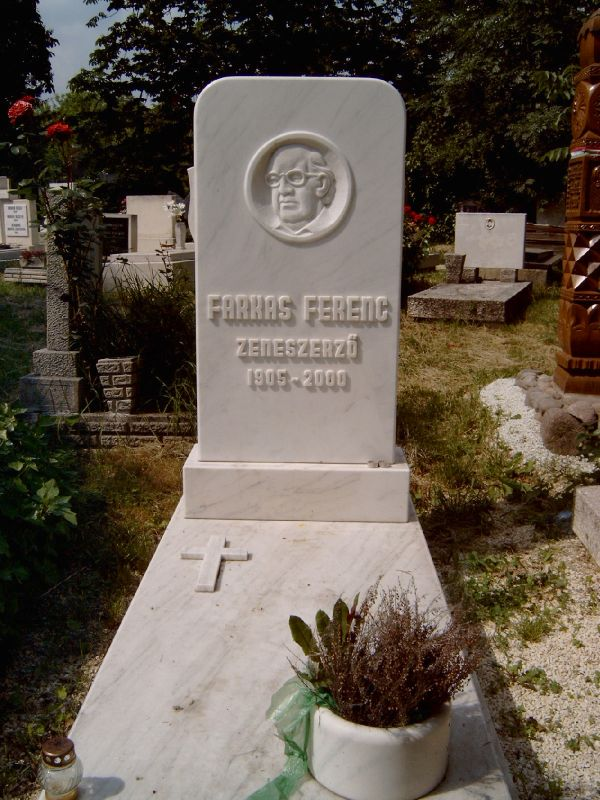
Могила Ференца Фаркаша на цвинтарі Фаркашреті в Будапешті

- 1933 — Премія імені Ференца Ліста
- 1950 — Премія імені Лайоша Кошута
- 1960 — Премія імені Ференца Еркеля.
- 1965 — Заслужений артист УНР
- 1970 — Народний артист УНР
- 1979 — Премія Гердера
- 1991 — Премія імені Лайоша Кошута
- 2000 — Премія імені Бели Бартока і Діти Пасторі